# Bader Najem
Bader Mohammed Najem Al Shammari (20 de agosto de 1980) é um futebolista profissional kuwaitiano que atua como atacante.

## Carreira
Bader Najem representou a Seleção Kuwaitiana de Futebol, nas Olimpíadas de 2000. 